# Nectopsyche brunneofascia
Nectopsyche brunneofascia là một loài Trichoptera thuộc họ Leptoceridae. Chúng phân bố ở vùng Tân nhiệt đới.